# قاعدة الاثنين وسبعين
في مجال التمويل، قاعدة الاثنين وسبعين (بالإنجليزية: Rule of 72)‏ هي قاعدة تستعمل من أجل حساب المدة التي يتطلبها استثمار ما (أو كمية أخرى) لكي تتضاعف قيمته. على سبيل المثال، قد تستعمل هذه القاعدة من أجل تحديد المدة التي يصير عدد سكان دولة ما مساويا لضعف ما هو عليه حاليا.